# Исмаилов, Асланбек Абдуллаевич
Асланбе́к Абдулла́евич Исмаи́лов (11 сентября 1963, Шали — 1 февраля 2000, Грозный) — чеченский государственный и военный деятель. Бригадный генерал национальной армии Ичкерии. Во время
первой чеченской войны — в 1995 году руководил обороной города Аргун; в августе 1996 года планировал вместе с Масхадовым операцию «Джихад» по освобождению столицы Чечни от российских войск и был одним из ключевых командующих операцией. В период второй чеченской войны — начальник штаба обороны Грозного в 1999—2000 годах (командующий всеми силами чеченского сопротивления в Грозном). Занимал пост Министра строительства, а также пост заместителя командующего Вооруженными силами самопровозглашённой Чеченской Республики Ичкерия. Один из организаторов террористического акта в Будённовске. В народе был известен под прозвищем "Маленький Асланбек". Погиб 1 февраля 2000 года, подорвавшись на мине при выходе из Грозного через минное поле.

## Биография
Родился 11 сентября 1963 года в Шали.
В 1981 году поступал в Кемеровский государственный университет, экономический факультет.
До 1994 заместитель директора кирпичного завода.
Полевой командир ВС ЧРИ, по прозвищу «Маленький Асланбек», объявлен российскими властями «террористом № 2», был правой рукой Басаева.

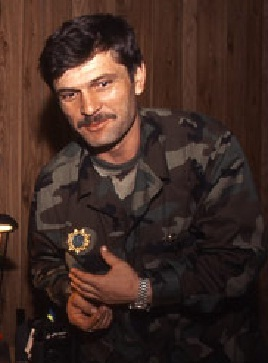
Исмаилов с орденом «Честь нации»

В 1995 руководил обороной города Аргун.
Участвовал в захвате больницы в Будённовске, является одним из организаторов похода на дагестанские Ботлихский и Новолакский районы в августе-сентябре 1999, на населённые пункты Кизляр и Первомайское.
Организатор и разработчик теракта в Буденовске, а также его участник. Спланировал вместе с Масхадовым операцию «Джихад», по освобождению Грозного 6 августа 1996 года.
С июля 1998 военный комендант ЧРИ. В то же время в Правительстве Масхадова занимал должность Министра строительства, также занимал пост заместителя Командующего Вооружёнными силами ЧРИ.
За операцию в Будённовске Асланбек Исмаилов получил высшую чеченскую награду — «Къоман Сий» («Честь нации»).
После освобождения Грозного в августе 1996 года, в сентябре, в здании центральной комендатуры Асланбек Исмаилов провёл дружескую встречу с первым заместителем Главнокомандующего ВВ МВД РФ Вячеславом Овчинниковым.
8 июля 1998 года Исмаилов был объявлен в Федеральный розыск как участник и организатор нападения боевиков на Будённовск.
Руководил штабом по обороне Грозного в 1999—2000 гг. (командовал всеми чеченскими силами сопротивления в Грозном). Как он официально заявлял, «на отдельных участках боевики отказались от тактики позиционных боёв и используют методы партизанской борьбы».
Как сообщила пресс-служба Масхадова, бригадный генерал Исмаилов был убит в бою с федеральными войсками на рассвете 1 февраля 2000 года при выходе из осаждённого Грозного.